# Pasco megye (Amerikai Egyesült Államok)
Pasco megye az Amerikai Egyesült Államokban, azon belül Florida államban található. Megyeszékhelye Dade City, legnagyobb városa New Port Richey. Lakosainak száma 561 891 fő (2020. április 1.). Pasco megye Hernando, Hillsborough, Pinellas, Sumter és Polk megyékkel határos.

## Népesség
A megye népességének változása:
| Lakosok száma | 465 547 | 466 682 | 470 631 | 475 502 | 497 909 | 561 891 |
|               | 2010    | 2011    | 2012    | 2013    | 2015    | 2020    |